# Justin Gaston
Justin Michael Gaston (ur. 12 sierpnia 1988 w Pineville w stanie Luizjana) – amerykański aktor, model i piosenkarz.

## Życiorys
Urodził się i wychował w Luizjanie. Uczęszczał do Pineville High School. W 2005 brał udział w zawodach lekkoatletycznych, organizowanych przez Louisiana High School Athletic Association (LHSAA)
Mając 17 lat przeniósł się do Los Angeles i rozpoczął karierę jako model. Wkrótce podpisał kontrakt z Premier Model Management i zaangażował się w kampanie reklamowe projektantów mody takich jak Christian Audigier, fotografa Bruce'a Webera czy firm Hollister Co., 2Xist, Adidas, International Jock i Hugo Boss.
Był finalistą w szóstym sezonie programu Nashville Star (2008). Wystąpił jako Romeo w teledysku do piosenki Taylor Swift „Love Story” (2008). Pojawił się jako futbolista w pilotowym odcinku serialu telewizyjnego Glee, którego premiera odbyła się na kanale Fox 19 maja 2009.
W lutym 2010 zaczęły pojawiać się w interaktywnym reality show If I Can Dream Simona Fullera. 14 kwietnia 2010, w siódmym sezonie programu American Idol w duecie z Brooke White wykonał balladę Elvisa Presleya „If I Can Dream”, zajmując piąte miejsce w finale.
Przez dziewięć miesięcy do 2009 był związany z Miley Cyrus. 22 września 2012 roku poślubił aktorkę Melissę Ordway. W 2016, Gaston i Ordway adoptowali córkę Olivię. 9 grudnia 2017 Ordway urodziła córkę, Sophie.

## Filmografia

### Filmy
- 2011: Retail (krótkometrażowy) jako Jonny
- 2011: Deadly Sibling Rivalry jako policjant na patrolu
- 2011: Obsesja (Escapee) jako Kyle Robertson
- 2012: Zmiana w grze (Game Change) jako Levi Johnston
- 2014: Mrożony krzyk (Ice Scream) jako Mark
- 2014: Koncert (The Concerto) jako Shane
- 2014: Hollywood Miles (krótkometrażowy) jako Chad
- 2015: The Unauthorized Full House Story (TV) jako John Stamos[8]
- 2018: Beautifully Flawed (TV) jako James
- 2020: Night into Day jako James
- 2020: The Christmas Sitters jako Ted
- 2022: Until We Meet Again jako Shane
- 2022: Santa Bootcamp jako Aiden
- 2023: God’s Country Song jako Noah Bryan

### Seriale
- 2009: Glee jako futbolista
- 2010: If I Can Dream
- 2012: Single Ladies jako Gavin
- 2013: Lista klientów (The Client List) jako J. D. Whitman
- 2014: Dni naszego życia (Days of Our Lives) jako Ben Rogers
- 2018–2019: The Haves and the Have Nots jako Mack
- 2020: Żar młodości (The Young and the Restless) jako Phillip „Chance” Chancellor